# St. Sebastian (Engishausen)

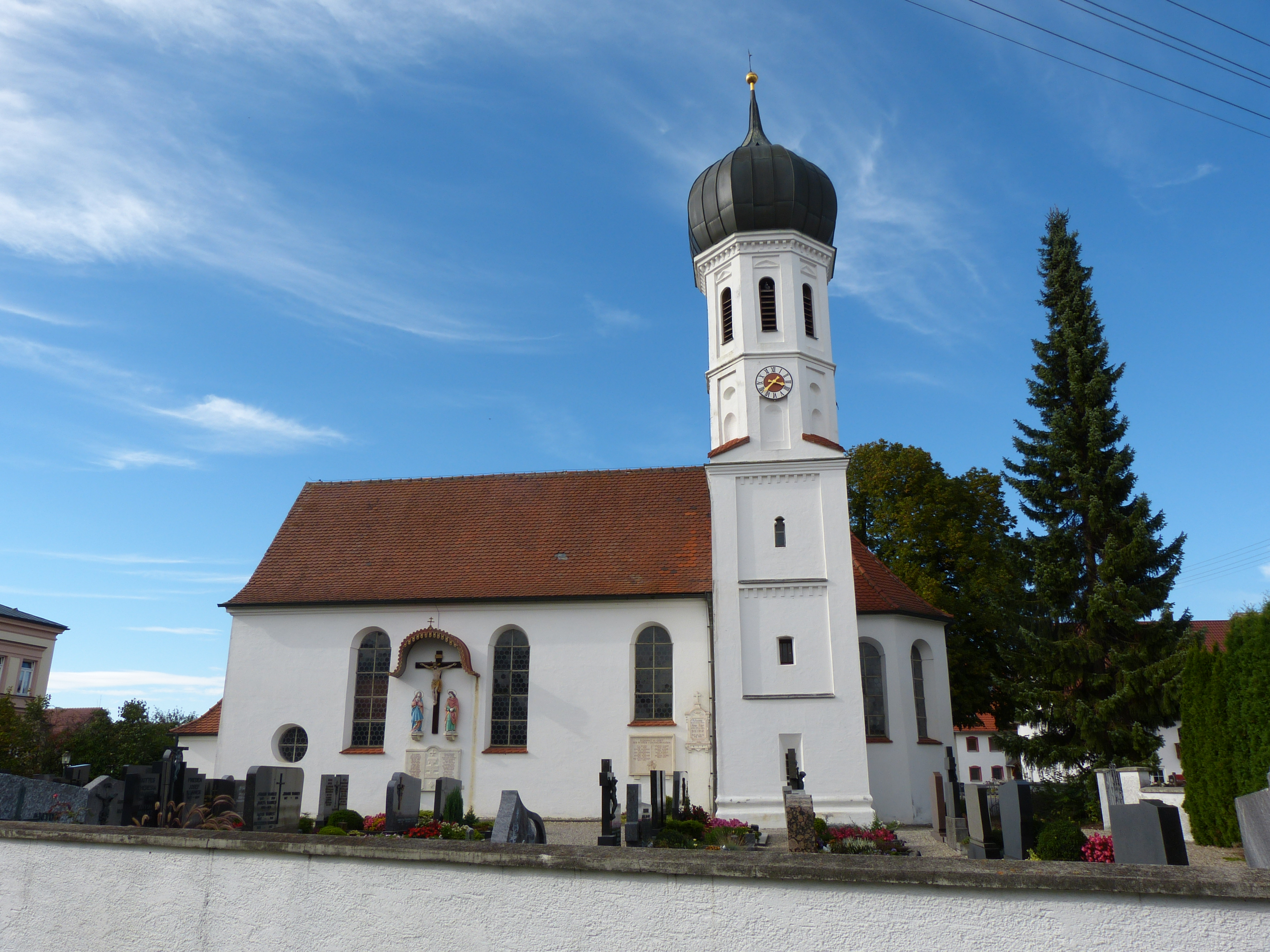
St. Sebastian in Engishausen

Die römisch-katholische Kuratiekirche St. Sebastian befindet sich in Engishausen in der Gemeinde Egg an der Günz im Landkreis Unterallgäu in Bayern. Die Kirche steht unter Denkmalschutz.

## Geschichte
Der Kirchturm wurde 1681 errichtet. Im Jahr 1766 fand ein weitgehender Neubau der Kirche durch Sebastian Moz statt. In diesen Neubau wurde der im Kern spätgotische Chor miteinbezogen. Anfang des 20. Jahrhunderts ist die Kirche teilweise eingestürzt, was in den Jahren 1935 bis 1937 zu einer Erneuerung führte.

## Baubeschreibung

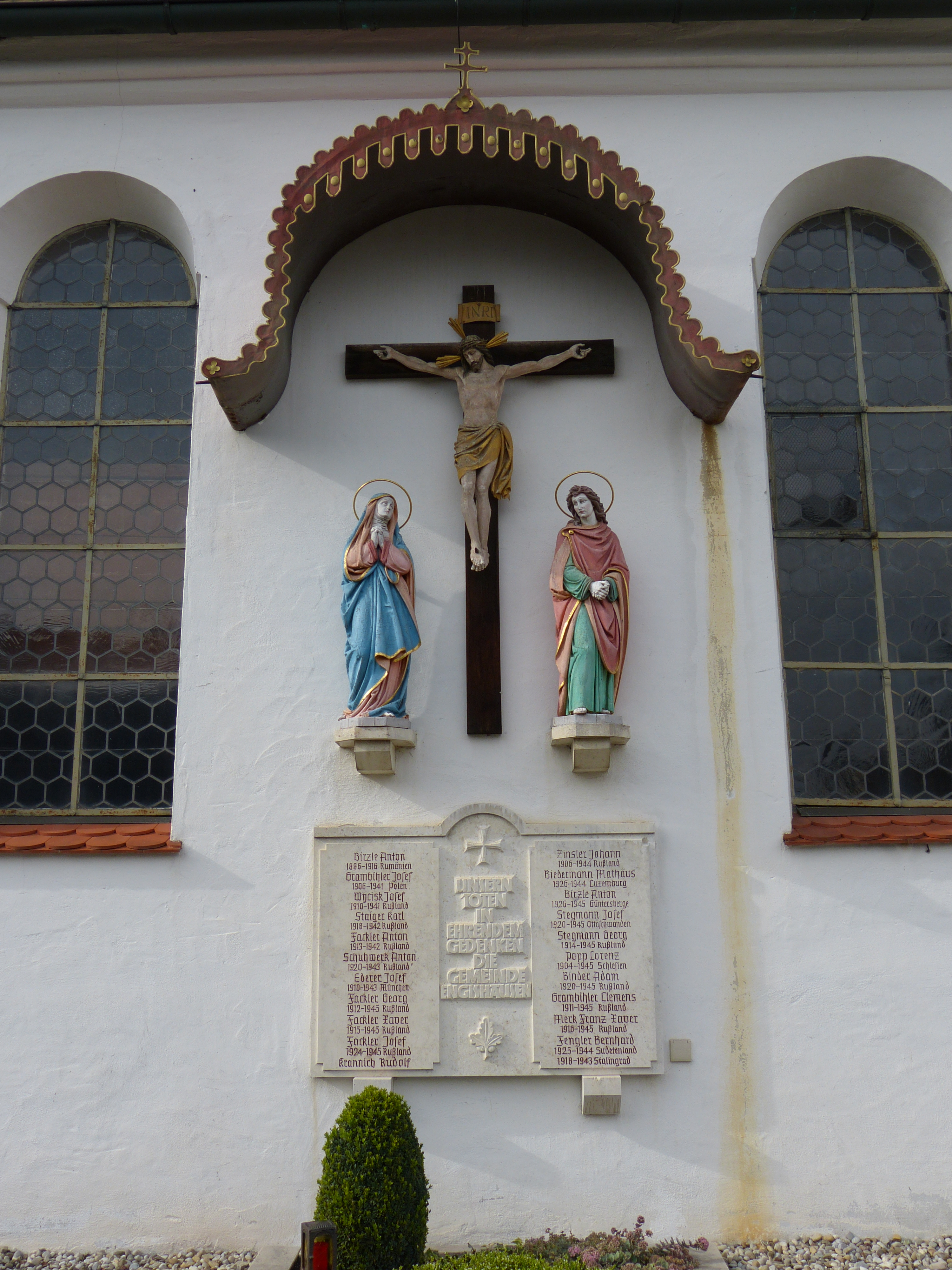
Kreuz an der Südseite der Kirche

Die Kirche ist ein Saalbau mit Flachdecke. Der Chor ist stark eingezogen und dreiseitig geschlossen. Der Kirchturm befindet sich an der Südseite und ist quadratisch. Im oberen Bereich ist der Turm oktogon und mit einer Zwiebelhaube abgeschlossen.

## Ausstattung
Die Kirchenausstattung ist neuromanisch und stammt aus der Zeit um 1873/74. Die Kreuzigungsgruppe im Chor stammt von 1700 (Kruzifix), die Assistenzfiguren aus der ersten Hälfte des 17. Jahrhunderts. Zugeschrieben wird die Kreuzigungsgruppe Christian Rodt, einem Sohn von Christoph Rodt. Die Sitzfigur des gegeißelten Christus stammt aus der Zeit um 1700.